# Valdebótoa
Valdebótoa es una pedanía del municipio español de Badajoz, perteneciente a la provincia de Badajoz (comunidad autónoma de Extremadura).

## Alrededores y situación geográfica
Valdebótoa está situado a unos 12 kilómetros de Badajoz capital. Exactamente se encuentra entre los puntos kilométricos 64 y 65 de la carretera Badajoz - Valencia de Alcántara (EX-110).
Está situado a 38°58'0,51" de latitud Norte y 6°55'26,89" de longitud Oeste.
Hacia el norte, en dirección a Alburquerque, se encuentra la Ermita de Bótoa y la Base Militar General Menacho, una de las bases más importantes de España. La zona este del pueblo está rodeada por una gran extensión de bosque mediterráneo, donde predominan las encinas. Por el oeste pasa el río Gévora, afluente del Guadiana.

## Demografía
En la actualidad Valdebótoa cuenta con 1.294 habitantes, de los cuales 653 son varones y 641 mujeres.
Evolución de la población de Valdebótoa en la última década:
| 1.206 | 1.179 | 1.159 | 1.142 | 1.112 | 1.142 | 1.167 | 1.225 | 1.285 | 1.304 |

## Historia

### El pueblo antes de 1958
Antes de 1958, prácticamente no había nadie en el pueblo, solo unos chozos en el cordel, al otro lado de la carretera. Empezaron a venir personas en busca de trabajo, para construir casas, cultivar la tierra, coger tomates, maíz...

### El pueblo en 1958
A raíz del Plan Badajoz, a mediados del siglo XX, llegan los primeros colonos.
En 1958 ya había algunas casas en el pueblo, que eran para los colonos. Pero el pueblo aún no estaba terminado: solo algunas personas vivían en casas (aún existían los chozos), las calles no estaban acabadas, la iglesia tampoco estaba terminada, no había ni luz ni agua... Había algunas casas acabadas y los jardines ya estaba repoblados, pero poco más.

### Los comienzos de la agricultura
El pueblo fue fundado por una serie de familias que vinieron para trabajar las tierras que el Estado les cedía. Estos agricultores estuvieron en una escuela durante tres meses para aprender a cultivar la tierra. Después empezaron a trabajar la parcela que a cada uno le correspondió. Los peritos de colonización eran los que les decían a los agricultores cómo tenían que repartir los distintos productos que cosechaban, asignando la mejor tierra a la siembra de lo que a ellos les parecía más conveniente.
De la cosecha recogida, "Colonización" se llevaba un porcentaje que variaba según el producto del que se tratase. Por ejemplo: si la cosecha era de trigo, "Colonización" se asignaba un 60%, y si era de cebada, la parte correspondiente a "Colonización" era de un 1%. "Colonización" proporcionaba a cada agricultor unos aperos de labranza que debían ser pagados. También proporcionaba una parejas de vacas, una yegua y gallinas. Las vacas y la yegua eran pagadas a "Colonización" con la mejor cría que hubiesen tenido. Las gallinas fueron devueltas, porque a los agricultores no les interesaban. "Colonización" asignó también unas carretas, que eran usadas por varios agricultores. Todo esto nos da una ligera idea de lo difíciles que fueron los comienzos de estas familias que fundaron la población.

### Los primeros años del colegio
En 1958 llegaron los primeros profesores al pueblo, para dar clases en el colegio. Solo había un maestro, Gabriel López Tortosa, de quien viene el nombre actual del colegio; y una maestra, Dolores Jiménez Bazán, conocida como "doña Loli". Antiguamente no había ni luz ni agua, y las clases eran unitarias: una para los chicos y otra para las chicas. Una clase podía tener hasta 60 alumnos, y algunos tenían que llevar su silla de casa o sentarse hasta tres niños en pupitres bipersonales.

### 50 Aniversario (2008)
En 2008 Valdebótoa conmemoró su 50 Aniversario. Durante todo el año se realizaron actividades dedicadas a conmemorar el cincuentenario, aunque fueron los días 11, 12 y 13 de octubre cuando se celebraron los actos de mayor relevancia.
Sábado, 11 de octubre
11:00 Presentación del libro “Crónicas de un pueblo: Valdebótoa”. 
12:00 Descubrimiento de un monumento conmemorativo en los jardines de la calle Ronda de Poniente y desfile y ofrenda floral a cargo de miembros del Ejército de la Base General Menacho de Bótoa. En el acto intervinieron:
- Guillermo Fernández Vara (Pdte. de la Junta de Extremadura)
- Miguel Ángel Celdrán Matute (Alcalde de Badajoz)

22:00 I Festival Flamenco de Valdebótoa. Con la actuación de la cantaora extremeña Esther Merino. 
Domingo, 12 de octubre
12:30 Acto de homenaje a los Colonos. 
14:00 Actuación a cargo del Grupo Local de Bailes Regionales. 
14:30 Comida popular en la Plaza. 
18:00 Proyección de un vídeo con fotografías aportadas por los vecinos. 
22:00 Verbena popular en la Plaza con actuación de la Orquesta “The Blue Stard Band”. 
Lunes, 13 de octubre
12:00 Actuación del grupo de percusión “Chiviriwiki” en la Plaza. 
19:00 Charla-coloquio con los primeros habitantes de Valdebótoa en la Casa de Cultura. A continuación se celebró un concurso cultural sobre Valdebótoa. 
Además, durante cuatro días hubo una exposición de fotografías desde 1964, antiguas e inéditas, que el fotógrafo de Villar del Rey, Pedro Díez Ventura, recopiló durante su carrera y vida, antes de su fallecimiento. De las 54.000 fotografías, recuperadas digitalmente, del autor, han sido seleccionadas más de 500, pertenecientes a Valdebótoa. 
A ello se sumó la siguiente edición de la revista local “La Verteera”, que miembros de la Asociación Juvenil "Cinocia" editan, dedicada, en esa ocasión, al cincuenta aniversario, y que pudo adquirirse durante los días de la conmemoración.

## Edificios destacables
- Iglesia parroquial católica bajo la advocación de El Inmaculado Corazón de María, en la archidiócesis de Mérida-Badajoz.[3]
- Ayuntamiento de Valdebótoa.
- Colegio Público Gabriel López Tortosa.

## Fiestas
- Navidad (diciembre, enero)
- Carnaval (febrero)
- Romería de Bótoa (primer domingo de mayo)
- San Isidro (5 de mayo)
- Inmaculado corazón de María (22 de agosto)
- Ferias y Fiestas de Valdebótoa (agosto)
- Día de Extremadura (8 de septiembre)

## Personajes ilustres
- Juan Luengo García ( - 2004) : Primer cura párroco en Valdebótoa; durante 45 años. Formó parte del rectorologio entre 1958 y 1987. Valdebótoa dedica a su memoria una de sus plazas nuevas.
- Gabriel López Tortosa (-) : Primer profesor del colegio de Valdebótoa que lleva su nombre.
- Fernando González Perera (1950 - 2003) : Emigró al País Vasco de muy joven; a Ermua, donde participó en grupos como "La cuadrilla de la amistad" o "Corazón de Extremadura" que promovían las raíces extremeñas. En 1991 creó el Centro Cultural Extremeño de Ermua y con él el grupo de baile y coro "Flor de tomillo" y el equipo de fútbol “Juventud Centro Cultural Extremeño de Ermua”. En 1996 el Centro Cultural Extremeño se trasladó a un lugar más adecuado y en 2002 consiguió que se denominara oficialmente "Travesía Extremadura" a la calle donde se sitúa en Centro. Fue su presidente desde la creación (1991)hasta 2002 y Valdebótoa dedica a su memoria una de sus calles.
- Tina María Ramos (-) : Atleta - Deportista.
- Francisco Herrera. Jugador y Entrenador de fútbol. Ganador de una Champions League y una FA Cup en el equipo técnico del Liverpool FC y entrenador de equipos como el Zaragoza, Valladolid, Celta de Vigo, Las Palmas, Recreativo de Huelva, Aris de Salónica, Numancia. Pregonero de las Ferias y fiestas de 2024.

## Otras publicaciones
- "Crónicas de un pueblo: Valdebótoa" CALDERÓN MATEOS, Juana María y GARCÍA ESTOP, Vicente. (2008)
- "Los quehaceres de Berta en la granja" NÚÑEZ, Mercedes. (2008)
- "La verteera" (Revista mensual local, iniciada en 2008)